# 仰叶藓
仰叶藓（学名：Reimersia inconspicua），又名芮氏藓，为丛藓科芮氏藓属下的一个种。